# O Cravo e a Rosa
O Cravo e a Rosa é uma telenovela brasileira produzida e exibida pela TV Globo de 26 de junho de 2000 a 9 de março de 2001, em 221 capítulos. Substituiu Esplendor e foi substituída por Estrela-Guia, sendo a 57ª "novela das seis" exibida pela emissora.
Escrita por Walcyr Carrasco e Mário Teixeira, com a colaboração de Duca Rachid, teve direção de Amora Mautner, Ivan Zettel e Vicente Barcellos. A direção geral foi de Walter Avancini e Mário Márcio Bandarra, com direção de núcleo de Dennis Carvalho. É uma livre adaptação da obra  A Megera Domada, de William Shakespeare e um remake de O Machão, telenovela de Ivani Ribeiro exibida nos anos 70 pela Rede Tupi.
Contou com as participações de Adriana Esteves, Eduardo Moscovis, Eva Todor, Ney Latorraca, Maria Padilha, Luís Melo, Tássia Camargo e Leandra Leal.
A novela foi ambientada nos anos de 1927 e 1928. Nota-se um fato histórico retratado na novela, o direito ao voto feminino e de igualdade de gênero, direito esse que só veio a existir em todo país em 1932.

## Enredo
São Paulo, década de 1920. A trama principal narra o relacionamento conturbado entre Julião Petruchio e Catarina Batista. Ele, um fazendeiro machão e produtor de queijos com dificuldades financeiras e ela, uma temperamental jovem rica feminista que não confia nos homens, conhecida pelo apelido de "fera", por botar para correr os seus pretendentes.
A fútil Dinorá, mulher de Cornélio Valente, tio de Petruchio, entrega a dívida que ele tem com seu marido a um agiota, que cobra a dívida, exigindo a propriedade do fazendeiro como pagamento, a fazenda Santa Clara. Dinorá então sugere a Petruchio que conquiste Catarina, se case com ela e assim consiga pagar a dívida. Sem saída, Petruchio aceita e começa a tentar seduzir a moça, simulando ser submisso a ela. Devido ao temperamento forte de ambos, a rotina dos dois é marcada por frequentes brigas e confusões.
Bianca, irmã caçula de Catarina, é uma jovem ingênua e romântica, que deseja incansavelmente se casar e faz de tudo para ajudar Petruchio a conquista-la, afinal só assim poderá se unir a alguém. A paixão da jovem é Heitor, irmão de Dinorá, um playboy atlético e egoísta que também gosta dela, mas está mais interessado na fortuna que poderá herdar com esse compromisso. Para isso, ele procura a ajuda do ingênuo professor Edmundo, que escreve cartas românticas e poéticas para Bianca, as assinando com o nome de Heitor. Com o tempo, Edmundo acaba se apaixonando pela jovem, mas devido a sua natureza tímida e humilde, não consegue revelar seus sentimentos a ela.
Joana é uma mulher bonita e pouca estudada que trabalha como lavadeira para sustentar os dois filhos e é apaixonada pelo marido Manuel, um caixeiro-viajante que passa longos períodos fora de casa. Ela sequer imagina que seu marido é na realidade o viúvo Nicanor Batista, pai de Catarina e Bianca, um político influente na capital paulista, que leva uma vida dupla, sendo incapaz de revelar a verdade a ela. Já Dona Mimosa, empregada na mansão de Batista, nunca se envolveu com nenhum homem e acaba despertando a paixão de Calixto, um caipira turrão e funcionário de Petruchio, que tenta conquista-la das mais variadas formas, sempre sendo mal-sucedido em suas tentativas.
Já Celso, o melhor amigo de Petruchio, é um rapaz conquistador que acaba se envolvendo com Dinorá num caso defendido pela rabugenta Dona Josefa, cúmplice da filha em suas escapulidas e nas mentiras contadas a Cornélio.
Enquanto isso, o estudante Fábio aceita uma aposta de Celso e Petruchio que consiste em conquistar Lourdes, uma feminista solteirona e amiga de Catarina, que assim como ela possui "aversão" a homens. Fazendo se passar por mudo, acaba conquistando o coração tanto de Lourdes, quanto o de Bárbara, colega de quarto dela.
O principal inimigo de Petruchio é o banqueiro Joaquim de Almeida Leal, um homem poderoso que deseja se vingar do caipira, a quem culpa pela "perdição" de sua filha, Muriel, na juventude, sendo seu principal objetivo deixá-lo na miséria. Muriel, que passou todos esses anos na França, retorna à cidade sob o nome de Marcela e almejando afanar toda a fortuna do pai. Os planos dela são atrapalhados quando Joaquim reencontra seu filho perdido, o ingênuo caipira Januário, funcionário da fazenda de Petruchio, a quem passa a encher de mimos. Marcela acaba descobrindo o segredo de Batista e passa chantageá-lo, conseguido casar-se com o político e ficar cada vez mais próxima de Catarina e Petruchio, passando a atazaná-los. Além deles, o casal também precisa lidar com as armações de Lindinha, uma caipira sonsa e sobrinha de Calixto, que foi criada desde criança ao lado de Petruchio e é apaixonada por ele – que a vê apenas como uma irmã –, rejeitando o amor de Januário, e do jornalista Serafim, que tenta comicamente conquistar Catarina para salvar seu jornal da falência.

## Elenco
| Intérprete                 | Personagem                                   |
| -------------------------- | -------------------------------------------- |
| Adriana Esteves            | Catarina Batista                             |
| Eduardo Moscovis           | Julião Petruchio                             |
| Luís Melo                  | Nicanor Batista (Batista)                    |
| Drica Moraes               | Marcela de Almeida Leal / Muriel             |
| Leandra Leal               | Bianca Batista                               |
| Ângelo Antônio             | Professor Edmundo das Neves                  |
| Rodrigo Faro               | Heitor Lacerda de Moura                      |
| Carlos Vereza              | Joaquim de Almeida Leal                      |
| Tássia Camargo             | Joana Penaforte                              |
| Ney Latorraca              | Cornélio Valente                             |
| Maria Padilha              | Dinorá de Moura Valente                      |
| Eva Todor                  | Josefa Lacerda de Moura                      |
| Pedro Paulo Rangel         | Calixto de Oliveira                          |
| Suely Franco               | Mimosa Lopes da Costa                        |
| Vanessa Gerbelli           | Linda de Oliveira (Lindinha)                 |
| Taumaturgo Ferreira        | Januário dos Santos Almeida Leal             |
| Murilo Rosa                | Celso de Lucca                               |
| João Vitti                 | Serafim Amaral Tourinho (Jornalista Serafim) |
| Ana Lúcia Torre            | Leonor Fernandes (Neca)                      |
| Carlos Evelyn              | Fábio Moreira (Mudinho)                      |
| Carla Daniel               | Lourdes de Castro                            |
| Virgínia Cavendish         | Bárbara Maciel                               |
| Miriam Freeland            | Maria Cândida Lacerda Pinto (Candoca)        |
| Bia Nunnes                 | Dalva Lacerda Pinto                          |
| Déo Garcez                 | Ezequiel dos Anjos                           |
| Rejane Arruda              | Kiki Duprèe / Maria Quitéria de Andrade      |
| Júlio Levy                 | Cosme Granja                                 |
| Bernadeth Lyzio            | Berenice                                     |
| Paulo Hesse                | Delegado Sansão Farias                       |
| Matheus Petinatti          | Teodoro Seabra                               |
| Luiz Antônio do Nascimento | Orozimbo de Sousa (Buscapé)                  |
| Thais Müller               | Fátima Penaforte Batista                     |
| João Cappelli              | Jorge Penaforte Batista (Jorginho)           |

### Participações especiais
| Intérprete              | Personagem                   |
| ----------------------- | ---------------------------- |
| Cláudio Corrêa e Castro | Normando Castor              |
| Castro Gonzaga          | Dr. Oswaldir                 |
| Alexia Dechamps         | Laura Isabel Batista         |
| Lúcia Alves             | Drª. Hildegard Beltrão       |
| Isaac Bardavid          | Dr. Felisberto               |
| Raymundo de Souza       | Inspetor Sigismundo          |
| Alexandre Barillari     | Manoel                       |
| Roney Villela           | Jack                         |
| Nizo Neto               | François                     |
| Murilo Elbas            | Rufino                       |
| Paula Picarelli         | Cássia                       |
| Francisco Carvalho      | Adriano                      |
| Henrique César          | Ursulino Montenegro          |
| Jamaica Magalhães       | Benedita                     |
| Rosane Corrêa           | Etelvina                     |
| Sérgio Módena           | Ignácio                      |
| Nildo Parente           | membro do partido de Batista |
| Gláucio Gomes           | gerente do hotel             |
| Miguel Nader            | soldado de polícia           |
| Raul Labancca           | ladrão                       |
| Fábio Ornellas          | Oswald de Andrade            |
| Alessandra Costa        | Tarsila do Amaral            |

## Produção

Pôster de divulgação da telenovela.

Foi a primeira novela do autor Walcyr Carrasco na Globo. Também marcou a volta do diretor Walter Avancini à emissora depois de dez anos de afastamento - a dupla havia sido responsável pelo sucesso da novela Xica da Silva, da Rede Manchete, em 1996.
O Cravo e a Rosa é uma adaptação da obra A Megera Domada, de William Shakespeare, sendo a terceira versão da obra transformada em telenovela no Brasil, após A Indomável, de Ivani Ribeiro na TV Excelsior em 1965, e O Machão, de Sérgio Jockyman na Rede Tupi em 1974.
Para substituir Esplendor, a ideia inicial da Globo era fazer um remake de Os Inocentes ou O Profeta. Porém ambas as histórias foram classificadas como dramáticas demais, fazendo com que a Globo escolhesse adaptar O Machão, que era uma trama mais leve. Ao ambientar São Paulo como cenário da trama, a Globo visava privilegiar o mercado paulista.
A abertura de O Cravo e a Rosa foi inspirada em fotos e filmes do início do século. Um camafeu dourado girava no ar e, a cada volta, mostrava imagens em preto e branco com aparência de película antiga, típicas do cinema mudo, de vários personagens da novela, em especial Petruchio (Eduardo Moscovis) e Catarina (Adriana Esteves). Em agosto de 2001, a abertura foi escolhida a melhor do ano pelo júri do II Festival Latino-Americano de Cine Vídeo, em Mato Grosso do Sul. A peça teatral Cyrano de Bérgerac, de Edmond Rostand, foi outra referência usada pelos autores.
A novela utilizou dois tipos de filtros de câmera usados pela direção de fotografia, com o objetivo de conseguir uma luz mais realista, tendo como referências filmes como Summertime de 1955, conhecido como Quando o Coração Floresce no Brasil, e Passagem para a Índia de 1984, ambos de David Lean; Henry & June de 1990, de Philip Kaufman; e O Grande Gatsby de 1974, de Jack Clayton. Atores figurantes homenagearam personagens reais, o diretor Walter Avancini inseriu nas cenas pequenas aparições de figuras ilustres da época como a artista plástica Tarsila do Amaral, a cantora lírica Bidu Sayão, o poeta Oswald de Andrade e o escritor Monteiro Lobato, este ao lado da esposa, Maria Pureza, a dona Purezinha, as cenas foram exibidas nas primeiras semanas da novela.

### Escolha do elenco
Fábio Sabag viveria o agiota Normando Castor, mas devido uma cirurgia no pé, o ator deixou o elenco, e o personagem ficou com Cláudio Corrêa e Castro. Elizabeth Savalla faria participação como Iaiá, uma médica que teria envolvimento com Cornélio. Mas por conta das mudanças na sinopse, a personagem teve seu nome mudado para Hildegard. E Savalla que já tinha feito prova de figurino para o papel, acabou sendo substituída sem maiores explicações por Lúcia Alves.
Com o esticamento da novela, Drica Moraes entrou para trama como a vilã Marcela. A personagem tinha como missão criar empecilhos na relação de Catarina e Petruchio. Vanessa Gerbelli fez testes para viver Kiki, mas por causa de seu bom desempenho acabou ficando com a personagem Lindinha. Rejane Arruda ficou com o papel da dançarina.

## Exibição

### Reprises
Foi reapresentada no Vale a Pena Ver de Novo de 13 de janeiro a 1.º de agosto de 2003, em 144 capítulos, substituindo Por Amor e sendo sucedida por Anjo Mau. Foi umas das reprises que foi ao ar com menos tempo depois de ser exibida originalmente, a apenas um ano e dez meses do seu término. O capítulo 108, que seria exibido no dia 11 de junho de 2003, não foi ao ar em razão do amistoso entre Nigéria e Brasil. Sendo assim, a novela que terminaria com 145 capítulos, fechou com 144.
Foi reapresentada novamente no Vale a Pena Ver de Novo de 5 de agosto de 2013 a 17 de janeiro de 2014, em 120 capítulos, substituindo O Profeta e sendo substituída por Caras & Bocas, também de Walcyr Carrasco. Esta foi a última reprise do Vale a Pena Ver de Novo a ser exibida no horário de 14h30, entre o Vídeo Show e a Sessão da Tarde, além de ter inaugurado a chamada "dobradinha", em que sua última semana foi exibida em simultâneo com a sua sucessora.
Foi exibida na íntegra pelo canal de televisão por assinatura Viva, de 25 de março a 6 de dezembro de 2019, sucedendo A Indomada e sendo sucedida por O Clone, no horário das 23h, com reprise do capítulo anterior às 13h30 e maratona semanal aos domingos a partir das 19h.
Foi reapresentada pela terceira vez na TV Globo de 6 de dezembro de 2021 a 30 de setembro de 2022, em 212 capítulos e foi substituída por Chocolate com Pimenta (também de Walcyr Carrasco), às 14h40, após o Jornal Hoje, inaugurando uma nova faixa de reprises na emissora, privilegiando títulos do horário das 18h e das 19h. A telenovela não foi levada ao ar durante os dias 7 de abril, 24 e 28 de junho de 2022, pois nesses dias foram exibidos os amistosos de futebol feminino do Brasil contra Espanha, Dinamarca e Suécia, respectivamente. Nessa reprise a novela também ganhou um compacto dos melhores momentos, exibido aos sábados a partir de 9 de julho de 2022, somente para os estados da Bahia e Ceará, substituindo O Melhor da Escolinha e sendo exibida dentro da Sessão de Sábado para esses estados. Em 18 de agosto de 2022, a novela foi reclassificada pelo Ministério da Justiça de "livre para todos os públicos" para "não recomendada para menores de 10 anos".

### Exibição internacional
A novela foi reapresentada nos Estados Unidos, no Vale a Pena Ver de Novo, pela Globo Internacional. Em Portugal, foi exibida no canal SIC e, também reprisada, no horário das 14 horas, substituindo a novela Como uma Onda e atualmente é exibido através da Globo Portugal. Foi vendida para países como Canadá, Letônia, Peru, Rússia e entre outros.

### Outras Mídias
Em 24 de janeiro de 2022, foi disponibilizada pelo Globoplay como parte do Projeto Originalidade, com a atualização para o formato de exibição original; com o formato de imagem restaurado em Full HD, além de aberturas, vinhetas de intervalo e encerramento originais.

## Repercussão

### Audiência
Exibição original
O Cravo e a Rosa tornou-se uma novela de boa audiência, com uma média geral de 30,6 pontos no horário. O primeiro capítulo teve média de 30 pontos, com picos de 32. Em seu último capítulo em 9 de março de 2001, a novela registrou 43 pontos de média e 48 de pico no Ibope. O autor Walcyr Carrasco, depois do sucesso da novela Xica da Silva, na extinta Rede Manchete, consolidou-se como um dos autores de maior respeito da TV Globo, com mais duas tramas de época, campeãs de audiência no horário: Chocolate com Pimenta, em 2003 e 2004, e Alma Gêmea, em 2005 e 2006. Devido ao sucesso, a novela foi estendida em cerca de setenta capítulos.
Primeira e segunda reprise
A primeira reprise, de 2003, encerrou com uma média de 23 pontos. Em sua segunda reprise de 2013, o primeiro capítulo teve 14 de média e 40% de participação na audiência em São Paulo, superior às antecessoras O Profeta e Da Cor do Pecado, que marcaram 13 e 12 pontos, respectivamente. No Rio de Janeiro, estreou com 17 pontos, um a menos do que o primeiro capítulo da reapresentação de O Profeta em fevereiro de 2013 e dois a menos que Da Cor do Pecado no primeiro capítulo de setembro de 2012. O último capítulo desta exibição marcou 19 pontos, chegando a ser a segunda atração mais vista do dia — e ultrapassando as novelas das seis e das sete, Joia Rara e Além do Horizonte, respectivamente. Fechou com média de 14 pontos, superior às duas antecessoras. Em sua reprise no Viva, O Cravo e a Rosa se tornou a novela mais vista na história do canal em apenas cinco meses, fechando sua exibição mantendo o primeiro lugar.
Terceira reprise
Na reestreia em 6 de dezembro de 2021, inaugurando uma nova faixa de novelas na emissora, a novela conquistou 10 pontos de média e picos de 12 no Ibope da Grande São Paulo, alcançando a liderança isolada em um dos horários mais complicados da grade da Globo, enfrentando o quadro Hora da Venenosa, exibido pelo Balanço Geral na RecordTV. O segundo capítulo cravou 12 pontos, mantendo a liderança. Em 30 de dezembro cravou 13 pontos. Em 4 de janeiro de 2022 cravou 14 pontos. Em 1.° de março cravou 15 pontos. Em 31 de março cravou 16 pontos. Em 31 de maio cravou 17 pontos, ficando a frente de A Favorita no Vale a Pena Ver de Novo, sendo esta transmitida mais tarde. Em 29 de julho cravou 18 pontos, sendo impulsionada pela exibição especial do Espiadinha Globoplay, com a transmissão do primeiro episódio de Turma da Mônica - A Série, além de ser a segunda maior média das tardes da Globo, ficando atrás apenas da novela das 18h, no caso Além da Ilusão. No dia 29 de agosto a novela registrou recorde de audiência no Rio de Janeiro com 22 pontos. O último capítulo desta exibição marcou 18 pontos. Fechou com a média geral de 14 pontos, sendo esse o melhor resultado da faixa vespertina desde a temporada 2006 do Vídeo Show, além de superar os índices da sua segunda reprise no Vale a Pena Ver de Novo.

## Trilha sonora
A canção de abertura, versão de Zeca Pagodinho para Jura, samba de Sinhô em 1929 por Mário Reis. A trilha contava ainda, entre suas 14 faixas, com uma gravação de Ella Fitzgerald e Count Basie para Tea for Two, composta em 1925 por Vincent Youmans e Irwing Caesar.
Destaque também para as faixas instrumentais Odeon, de Ernesto Nazareth mas tocada por Sérgio Saraceni, e "Mississipi Rag", de William Krell, mas interpretada por Claude Bolling.

### Nacional
Capa: Leandra Leal
| N.º | Título                     | Música          | Personagem                    | Duração |  |
| 1.  | "Jura"                     | Zeca Pagodinho  | Abertura                      | 02:39   |  |
| 2.  | "Olha o Que o Amor Me Faz" | Sandy & Júnior  | Bianca                        | 03:30   |  |
| 3.  | "O Cravo e a Rosa"         | Jair Rodrigues  | Locação: Fazenda de Petruchio | 03:08   |  |
| 4.  | "Nada Sério"               | Joanna          | Candoca                       | 04:15   |  |
| 5.  | "Tristeza do Jeca"         | Sérgio Reis     | Januário                      | 03:25   |  |
| 6.  | "Mississipi Rag"           | Claude Bolling  | Geral                         | 02:56   |  |
| 7.  | "Quem Tome Conta de Mim"   | Paula Toller    | Kiki                          | 04:01   |  |
| 8.  | "Lua Branca"               | Verônica Sabino | Lindinha                      | 02:34   |  |
| 9.  | "Odeon"                    | Sérgio Saraceni | Geral                         | 02:56   |  |
| 10. | "Coquette"                 | Guy Lombardo    | Calixto e Mimosa              | 01:36   |  |
| 11. | "Tua Boca"                 | Belo            | Petruchio e Catarina          | 03:10   |  |
| 12. | "Tea For Two"              | Ella Fitzgerald | Cornélio e Dinorá             | 03:13   |  |
| 13. | "Rain"                     | Sérgio Saraceni | Batista e Joana               | 02:13   |  |
| 14. | "On The Mississipi"        | Claude Bolling  | Geral                         | 03:00   |  |

## Prêmios
- Troféu Internet SBT (2000)

Melhor Ator: Eduardo Moscovis
- Festival Latino Americano (2001)

Melhor Atriz: Adriana Esteves
- TV Press (2000)

Melhor Novela